# 超光速

时空图系显示，在狭义相对论的背景下，运动速度超过真空光速意味着时间倒流

超光速（英語：Faster-Than-Light, FTL或稱Superluminal）是一種速度比光速還快的概念，源自於相對論中對於定域物體不可能超過真空中光速的推論限制，真空中的光速成為大多数場合下速率的上限值。在此之前，牛頓的经典力学並未對超光速的速度作出限制，而在相对论中，运动速度与物体的其它性质，如质量甚至它所在参考系的时间流易等密切相关。速度低于（真空中）光速的物体如果要加速至光速，其质量会增长到无穷大因而需要无穷大的能量，而且它所感受到的时间流甚至会彻底停止（如果超过光速则可能会出现“时间倒流”），所以理论上来说达到或超过光速是不可能的（至于光子，由于它在真空中永远处于光速c，而不是从低于光速增加到光速）。但也因此使得人们对于一些疑似超光速的物理现象特别感兴趣。相對論出現後，超光速的意义出現在兩個領域，一個是物理上的（包括理論物理和實驗物理）以及天文學觀測方面，另一個是科幻方面。
虽然超光速至今还是想象的虚构技术，但也没证明超光速本身无法被实现。其中包括运用「虫洞」连接不同地点。
相關條目條列如下：

## 物理學與天文學上相關條目

### 相對論
- 真空中光速：標記為{\displaystyle c\,}，定義值為：299,792,458m/s（1,079,252,848.8公里/小时）。
- 迅子：迅子或快子（tachyon）是從相對論衍生出的理論虛擬粒子，總是以高於c的速度在宇宙運行。與一般物質（稱為遲子（tardyon）)的交互作用可能性不明；所以即使迅子存在也不一定能偵測得到，但光子到達c的質量狀態時，會使得光原子與迅原子相撞產生光爆。(不包括特殊宇宙狀態)

### 波動速度定義
- 信号速度永遠不超過真空中的光速。
- 相速度與超光速：一個波動的相速度可以輕易地超過真空光速c。原則上，甚至是簡單的機械波都可以超過，而且不需要有任何物體是以接近或超過c的速度在移動。然而這和信号或信息的傳遞速度能否超過c無關。
- 群速度與超光速：在一些特殊情況下，一個波動（例如光束）的群速度甚至也可以超過c。在這些例子中，會相伴出現的是強度的快速衰減。此脈衝的極大點可以用超過c的速度移動。然而相同地，這也不表示訊號或資訊的傳遞速度可以超過c；雖然有些人會將脈衝極大點與訊號關聯在一起而感到興奮，但目前認為這種關聯性想法是有所誤導的。原因在於：有脈衝到達的資訊可以在極大點到達前就已取得。舉例來說，如果存在有機制允許脈衝前段可以完全傳遞，而包含極大點以後的部份則會被強烈地衰減掉，則可以等效地認為脈衝極大點在時間上往前漂移（加快抵達）；而關於脈衝的資訊，其傳遞並沒有比無機制的狀況下來得快。

→這段文字與當前的超光速實驗有關，另請參見。
- 能量傳遞速度與超光速：狹義相對論禁止超過c的能量傳遞速度。無靜質量的量子是以c在運行，而有靜質量者則以小於c的速度運行。
- 資訊傳遞速度與超光速：狹義相對論禁止超過c的資訊傳遞速度。而例如量子力學上目前的新焦點——量子纏結，有人認為可以達到超光速的資訊傳遞，但主流意見認為不可能，頂多只能加快資訊傳遞速度到達近光速。

### 量子力學
- 量子纏結中進行量子測量的即時變化出現了廣域關聯性，似乎相距極遠的纏結粒子之間有超光速的「溝通」。有些學者認為可能可以利用之，以得到即時或超光速的「訊息」，但主流學界予以否定。對於量子纏結的超光速關聯看法，一些學者認為可能是哥本哈根學派的量子力學詮釋有缺陷所致，可能在一些其他的詮釋下能夠獲得圓滿的解決。
- 量子穿隧效應與超光速。
- 玻姆理論中的超光速。

### 實驗物理
- 超光速實驗以及慢光。

### 天文學與宇宙學
- 超過光速的宇宙膨脹：宇宙膨脹使得遠距離的恆星系以超過c的速度彼此遠離，這個速度的度量是採用同移距離（comoving distance）與宇宙時間（cosmological time）來計算的。然而根據廣義相對論，一般所言的速度是個定域性質的標記，光速的限制也是針對這種定義下的速度。因此採用同移座標所算出的速度和定域座標的速度並不存在有任何簡單的關聯性。

→這個概念與阿庫別瑞引擎所採的機制可說是相仿的，另請參見。
- 天文學觀測到的超光速：明顯的超光速運動在許多電波星系、類星體等等極遠星體可以觀測得到。這效應在觀測到前就已獲得預言，可以用光學幻覺來解釋，原因是星體移動方向和觀察者相同，但做速度計算時卻沒有如此設定。這現象並不違背狹義相對論。有趣地是，經過校正後的計算值顯示這些星體的速度是近光速的（相對於我們的參考系），而且是大質量物體以近光速運動的第一例。在地表上的實驗室，我們尚未能夠將輕如基本粒子的物體加速到這樣的速度。
- 暴脹理論與光速可變理論[2][3]：指宇宙大爆炸起初速度遠快於現在光速，又分為經典暴脹理論、混沌暴脹理論和光速可變理論。後者由喬奧·馬古悠提出的，認為以相對論而言是時空結構先行於可見物體，而光是時空結構一部分，所以認為以當時物理條件來說，光仍是遠快於其他物體的擴張，只是光在其時遠比現在更快。而随着时间的改变，光速逐渐降低到现在的值。

### 廣義相對論與度規操控

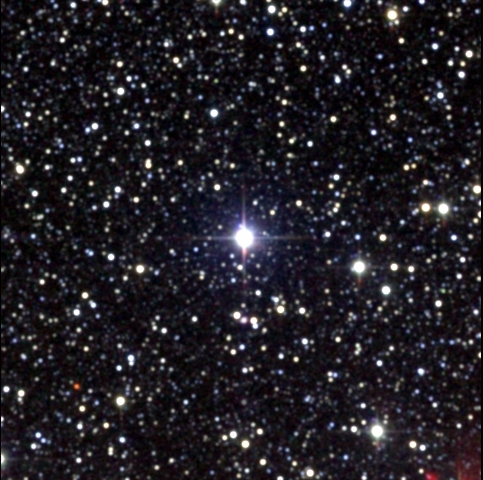
比鄰星

- 阿庫別瑞引擎

## 科幻作品的超光速
距離地球最近的恆星系是半人馬座α星（南門二），有4.2光年之遙，以光速來回對地球上的觀察者而言就要花上8.4年，更何況是次光速的航天器。而科幻的舞台上很多是發生在比這距離更遙遠的星系間故事，按照相對論，這些故事理應不會發生。科幻理論中常有方法或設定允許航天器迴避相對論限制，航行於廣闊太空的星際之間，而又不天馬行空地明顯違反物理學。星際間訊息傳遞也有相似的情況。此外，若觀察者以超光速去追過去的影像，會看到影像倒帶的現象。
在《基地》里运用超空间做空间转移。
在《星际大战》里，用超空间驱动引擎做推进。
在《星舰迷航记》里，用亚空间立场包裹船体，好穿破光速障壁。
在《宇宙战舰大和号》里，用空间扭曲取最短距离移动。

## 外部連結
- Encyclopedia of laser physics and technology on "superluminal transmission" （页面存档备份，存于）, with more details on phase and group velocity, and on causality
- July 22, 1997, The New York Times Company: Signal Travels Farther and Faster Than Light
- Markus Pössel: Faster-than-light(FTL)speeds in tunneling experiments: an annotated bibliography
- The Warp Drive: Hyper-Fast Travel Within General Relativity, Miguel Alcubierre Class. Quantum Grav. 11(1994),L73–L77
- A systemized view of superluminal wave propagation （页面存档备份，存于）
- Relativity and FTL Travel FAQ （页面存档备份，存于）
- Usenet Physics FAQ: is FTL travel or communication Possible?
- Superluminal （页面存档备份，存于）
- Relativity, FTL and causality （页面存档备份，存于）
- Subluminal （页面存档备份，存于）—Java applet demonstrating group velocity information limits
- Conical and paraboloidal superluminal particle accelerators
- Relativity and FTL(=Superluminal motion)Travel Homepage （页面存档备份，存于）
- Advanced Interstellar Propulsion （页面存档备份，存于） How to Travel Extreme Distances in Space. Past, Present and Proposed ideas of interstellar travel.
- 中微子超光速，都是光纤惹的祸 （页面存档备份，存于）